# NGC 890
NGC 890 est une galaxie lenticulaire située dans la constellation du Triangle. NGC 890 a été découverte par l'astronome germano-britannique William Herschel en 1784.

## Caractéristiques
Sa vitesse par rapport au fond diffus cosmologique est de 3 714 ± 22 km/s, ce qui correspond à une distance de Hubble de 54,8 ± 3,9 Mpc (∼179 millions d'al).
À ce jour, cinq mesures non basées sur le décalage vers le rouge (redshift) donnent une distance de 33,920 ± 6,904 Mpc (∼111 millions d'al), ce qui est à l'extérieur des valeurs de la distance de Hubble. Notons cependant que c'est avec la valeur moyenne des mesures indépendantes, lorsqu'elles existent, que la base de données NASA/IPAC calcule le diamètre d'une galaxie et qu'en conséquence le diamètre de NGC 890 pourrait être d'environ 46,2 kpc (∼151 000 al) si on utilisait la distance de Hubble pour le calculer.